# Dedenbach
Dedenbach là một đô thị thuộc huyện Ahrweiler, bang Rheinland-Pfalz, phía tây nước Đức. Đô thị Dedenbach có diện tích 7,63 km², dân số thời điểm ngày 31 tháng 12 năm 2006 là 421 người.